# Epilobium oregonense
Epilobium oregonense är en dunörtsväxtart som beskrevs av Haussk.. Epilobium oregonense ingår i släktet dunörter, och familjen dunörtsväxter. Inga underarter finns listade i Catalogue of Life.